# NFL Rookie of the Year Award
Seit 1967 vergibt die Nachrichten- und Presseagentur Associated Press (AP) jährlich den National Football League (NFL) Rookie of the Year Award. Ausgezeichnet werden damit die besten Jungprofis einer Saison im American Football in der NFL. Die Auszeichnung wird zweimal vergeben – an den besten Abwehrspieler und einmal an den besten Angriffsspieler. Die Auszeichnung gilt als eine der wichtigsten Auszeichnungen an die Nachwuchsspieler. Sie steigert das Renommee eines Spielers.

## AP Offensive Rookie of the Year
| Saison | Spieler             | Team                  | Position      |
| ------ | ------------------- | --------------------- | ------------- |
| 1967   | Mel Farr            | Detroit Lions         | Runningback   |
| 1968   | Earl McCullouch     | Detroit Lions         | Wide Receiver |
| 1969   | Calvin Hill         | Dallas Cowboys        | Runningback   |
| 1970   | Dennis Shaw         | Buffalo Bills         | Quarterback   |
| 1971   | John Brockington    | Green Bay Packers     | Runningback   |
| 1972   | Franco Harris       | Pittsburgh Steelers   | Runningback   |
| 1973   | Chuck Foreman       | Minnesota Vikings     | Runningback   |
| 1974   | Don Woods           | San Diego Chargers    | Runningback   |
| 1975   | Mike Thomas         | Washington Redskins   | Runningback   |
| 1976   | Sammy White         | Minnesota Vikings     | Wide Receiver |
| 1977   | Tony Dorsett        | Dallas Cowboys        | Runningback   |
| 1978   | Earl Campbell       | Houston Oilers        | Runningback   |
| 1979   | Ottis Anderson      | St. Louis Cardinals   | Runningback   |
| 1980   | Billy Sims          | Detroit Lions         | Runningback   |
| 1981   | George Rogers       | New Orleans Saints    | Runningback   |
| 1982   | Marcus Allen        | Los Angeles Raiders   | Runningback   |
| 1983   | Eric Dickerson      | Los Angeles Rams      | Runningback   |
| 1984   | Louis Lipps         | Pittsburgh Steelers   | Wide Receiver |
| 1985   | Eddie Brown         | Cincinnati Bengals    | Wide Receiver |
| 1986   | Rueben Mayes        | New Orleans Saints    | Runningback   |
| 1987   | Troy Stradford      | Miami Dolphins        | Runningback   |
| 1988   | John Stephens       | New England Patriots  | Runningback   |
| 1989   | Barry Sanders       | Detroit Lions         | Runningback   |
| 1990   | Emmitt Smith        | Dallas Cowboys        | Runningback   |
| 1991   | Leonard Russell     | New England Patriots  | Runningback   |
| 1992   | Carl Pickens        | Cincinnati Bengals    | Wide Receiver |
| 1993   | Jerome Bettis       | Los Angeles Rams      | Runningback   |
| 1994   | Marshall Faulk      | Indianapolis Colts    | Runningback   |
| 1995   | Curtis Martin       | New England Patriots  | Runningback   |
| 1996   | Eddie George        | Houston Oilers        | Runningback   |
| 1997   | Warrick Dunn        | Tampa Bay Buccaneers  | Runningback   |
| 1998   | Randy Moss          | Minnesota Vikings     | Wide Receiver |
| 1999   | Edgerrin James      | Indianapolis Colts    | Runningback   |
| 2000   | Mike Anderson       | Denver Broncos        | Runningback   |
| 2001   | LaDainian Tomlinson | San Diego Chargers    | Runningback   |
| 2002   | Clinton Portis      | Denver Broncos        | Runningback   |
| 2003   | Anquan Boldin       | Arizona Cardinals     | Wide Receiver |
| 2004   | Ben Roethlisberger  | Pittsburgh Steelers   | Quarterback   |
| 2005   | Carnell Williams    | Tampa Bay Buccaneers  | Runningback   |
| 2006   | Vince Young         | Tennessee Titans      | Quarterback   |
| 2007   | Adrian Peterson     | Minnesota Vikings     | Runningback   |
| 2008   | Matt Ryan           | Atlanta Falcons       | Quarterback   |
| 2009   | Percy Harvin        | Minnesota Vikings     | Wide Receiver |
| 2010   | Sam Bradford        | St. Louis Rams        | Quarterback   |
| 2011   | Cam Newton          | Carolina Panthers     | Quarterback   |
| 2012   | Robert Griffin III  | Washington Redskins   | Quarterback   |
| 2013   | Eddie Lacy          | Green Bay Packers     | Runningback   |
| 2014   | Odell Beckham Jr.   | New York Giants       | Wide Receiver |
| 2015   | Todd Gurley         | St. Louis Rams        | Runningback   |
| 2016   | Dak Prescott        | Dallas Cowboys        | Quarterback   |
| 2017   | Alvin Kamara        | New Orleans Saints    | Runningback   |
| 2018   | Saquon Barkley      | New York Giants       | Runningback   |
| 2019   | Kyler Murray        | Arizona Cardinals     | Quarterback   |
| 2020   | Justin Herbert      | Los Angeles Chargers  | Quarterback   |
| 2021   | Ja’Marr Chase       | Cincinnati Bengals    | Wide Receiver |
| 2022   | Garrett Wilson      | New York Jets         | Wide Receiver |
| 2023   | C. J. Stroud        | Houston Texans        | Quarterback   |
| 2024   | Jayden Daniels      | Washington Commanders | Quarterback   |

## AP Defensive Rookie of the Year
| Saison | Spieler                     | Team                     | Position         |
| ------ | --------------------------- | ------------------------ | ---------------- |
| 1967   | Lem Barney                  | Detroit Lions            | Cornerback       |
| 1968   | Claude Humphrey             | Atlanta Falcons          | Defensive End    |
| 1969   | Joe Greene                  | Pittsburgh Steelers      | Defensive Tackle |
| 1970   | Bruce Taylor                | San Francisco 49ers      | Cornerback       |
| 1971   | Isiah Robertson             | Los Angeles Rams         | Linebacker       |
| 1972   | Willie Buchanon             | Green Bay Packers        | Cornerback       |
| 1973   | Wally Chambers              | Chicago Bears            | Defensive Tackle |
| 1974   | Jack Lambert                | Pittsburgh Steelers      | Linebacker       |
| 1975   | Robert Brazile              | Houston Oilers           | Linebacker       |
| 1976   | Mike Haynes                 | New England Patriots     | Cornerback       |
| 1977   | A.J. Duhe                   | Miami Dolphins           | Defensive End    |
| 1978   | Al Baker                    | Detroit Lions            | Defensive End    |
| 1979   | Jim Haslett                 | Buffalo Bills            | Linebacker       |
| 1980   | Buddy Curry & Al Richardson | Atlanta Falcons          | Linebacker       |
| 1981   | Lawrence Taylor             | New York Giants          | Linebacker       |
| 1982   | Chip Banks                  | Cleveland Browns         | Linebacker       |
| 1983   | Vernon Leroy Maxwell        | Baltimore Colts          | Linebacker       |
| 1984   | Bill Maas                   | Kansas City Chiefs       | Defensive Tackle |
| 1985   | Duane Bickett               | Indianapolis Colts       | Linebacker       |
| 1986   | Leslie O’Neal               | San Diego Chargers       | Defensive End    |
| 1987   | Shane Conlan                | Buffalo Bills            | Linebacker       |
| 1988   | Erik McMillan               | New York Jets            | Safety           |
| 1989   | Derrick Thomas              | Kansas City Chiefs       | Linebacker       |
| 1990   | Mark Carrier                | Chicago Bears            | Safety           |
| 1991   | Mike Croel                  | Denver Broncos           | Linebacker       |
| 1992   | Dale Carter                 | Kansas City Chiefs       | Cornerback       |
| 1993   | Dana Stubblefield           | San Francisco 49ers      | Defensive Tackle |
| 1994   | Tim Bowens                  | Miami Dolphins           | Defensive Tackle |
| 1995   | Hugh Douglas                | New York Jets            | Defensive End    |
| 1996   | Simeon Rice                 | Arizona Cardinals        | Defensive End    |
| 1997   | Peter Boulware              | Baltimore Ravens         | Linebacker       |
| 1998   | Charles Woodson             | Oakland Raiders          | Cornerback       |
| 1999   | Jevon Kearse                | Tennessee Titans         | Defensive End    |
| 2000   | Brian Urlacher              | Chicago Bears            | Linebacker       |
| 2001   | Kendrell Bell               | Pittsburgh Steelers      | Linebacker       |
| 2002   | Julius Peppers              | Carolina Panthers        | Defensive End    |
| 2003   | Terrell Suggs               | Baltimore Ravens         | Linebacker       |
| 2004   | Jonathan Vilma              | New York Jets            | Linebacker       |
| 2005   | Shawne Merriman             | San Diego Chargers       | Linebacker       |
| 2006   | DeMeco Ryans                | Houston Texans           | Linebacker       |
| 2007   | Patrick Willis              | San Francisco 49ers      | Linebacker       |
| 2008   | Jerod Mayo                  | New England Patriots     | Linebacker       |
| 2009   | Brian Cushing               | Houston Texans           | Linebacker       |
| 2010   | Ndamukong Suh               | Detroit Lions            | Defensive Tackle |
| 2011   | Von Miller                  | Denver Broncos           | Linebacker       |
| 2012   | Luke Kuechly                | Carolina Panthers        | Linebacker       |
| 2013   | Sheldon Richardson          | New York Jets            | Defensive End    |
| 2014   | Aaron Donald                | St. Louis Rams           | Defensive Tackle |
| 2015   | Marcus Peters               | Kansas City Chiefs       | Cornerback       |
| 2016   | Joey Bosa                   | San Diego Chargers       | Defensive End    |
| 2017   | Marshon Lattimore           | New Orleans Saints       | Cornerback       |
| 2018   | Darius Leonard              | Indianapolis Colts       | Linebacker       |
| 2019   | Nick Bosa                   | San Francisco 49ers      | Defensive End    |
| 2020   | Chase Young                 | Washington Football Team | Defensive End    |
| 2021   | Micah Parsons               | Dallas Cowboys           | Linebacker       |
| 2022   | Sauce Gardner               | New York Jets            | Cornerback       |
| 2023   | Will Anderson               | Houston Texans           | Linebacker       |
| 2024   | Jared Verse                 | Los Angeles Rams         | Linebacker       |

## Pepsi NFL Awards
Seit 2002 können die Fans auf der offiziellen NFL-Webseite wöchentlich ihren Pepsi NFL Rookie of the Week wählen. Der Preis wird von der PepsiCo gesponsert und erfreut sich aufgrund der Interaktionsmöglichkeit der Fans großer Beliebtheit.
Die jeweiligen Gewinner stehen dann am Saisonende zur Fanwahl des Pepsi Zero Sugar NFL Rookie of the Year.

### Pepsi NFL Rookie of the Year
| Saison | Spieler            | Team                  | Position         |
| ------ | ------------------ | --------------------- | ---------------- |
| 2002   | Jeremy Shockey     | New York Giants       | Tight End        |
| 2003   | Domanick Davis     | Houston Texans        | Runningback      |
| 2004   | Ben Roethlisberger | Pittsburgh Steelers   | Quarterback      |
| 2005   | Cadillac Williams  | Tampa Bay Buccaneers  | Runningback      |
| 2006   | Vince Young        | Tennessee Titans      | Quarterback      |
| 2007   | Adrian Peterson    | Minnesota Vikings     | Runningback      |
| 2008   | Joe Flacco         | Baltimore Ravens      | Quarterback      |
| 2009   | Percy Harvin       | Minnesota Vikings     | Wide Receiver    |
| 2010   | Ndamukong Suh      | Detroit Lions         | Defensive Tackle |
| 2011   | Cam Newton         | Carolina Panthers     | Quarterback      |
| 2012   | Russell Wilson     | Seattle Seahawks      | Quarterback      |
| 2013   | Keenan Allen       | San Diego Chargers    | Wide Receiver    |
| 2014   | Teddy Bridgewater  | Minnesota Vikings     | Quarterback      |
| 2015   | Jameis Winston     | Tampa Bay Buccaneers  | Quarterback      |
| 2016   | Dak Prescott       | Dallas Cowboys        | Quarterback      |
| 2017   | Alvin Kamara       | New Orleans Saints    | Runningback      |
| 2018   | Saquon Barkley     | New York Giants       | Runningback      |
| 2019   | Nick Bosa          | San Francisco 49ers   | Defensive End    |
| 2020   | Justin Herbert     | Los Angeles Chargers  | Quarterback      |
| 2021   | Ja’Marr Chase      | Cincinnati Bengals    | Wide Receiver    |
| 2022   | Aidan Hutchinson   | Detroit Lions         | Defensive End    |
| 2023   | C. J. Stroud       | Houston Texans        | Quarterback      |
| 2024   | Jayden Daniels     | Washington Commanders | Quarterback      |

## United Press International Version
Von 1955 bis 1996 vergab die United Press International (UPI) einen Preis mit demselben Namen. Der Preis wurde für die NFL/NFC und die AFL/AFC getrennt vergeben.

### UPI NFL Rookies of the Year
| Saison | Spieler         | Team                | Position      |
| ------ | --------------- | ------------------- | ------------- |
| 1955   | Alan Ameche     | Baltimore Colts     | Fullback      |
| 1956   | Lenny Moore     | Baltimore Colts     | Halfback      |
| 1957   | Jim Brown       | Cleveland Browns    | Fullback      |
| 1958   | Jimmy Orr       | Pittsburgh Steelers | Flanker       |
| 1959   | Boyd Dowler     | Green Bay Packers   | Flanker       |
| 1960   | Gail Cogdill    | Detroit Lions       | Flanker       |
| 1961   | Mike Ditka      | Chicago Bears       | Tight End     |
| 1962   | Ronnie Bull     | Chicago Bears       | Fullback      |
| 1963   | Paul Flatley    | Minnesota Vikings   | Flanker       |
| 1964   | Charley Taylor  | Washington Redskins | Wide Receiver |
| 1965   | Gale Sayers     | Chicago Bears       | Runningback   |
| 1966   | Johnny Roland   | St. Louis Cardinals | Halfback      |
| 1967   | Mel Farr        | Detroit Lions       | Runningback   |
| 1968   | Earl McCullough | Detroit Lions       | Flanker       |
| 1969   | Calvin Hill     | Dallas Cowboys      | Runningback   |

### UPI NFC Rookies of the Year
| Saison | Spieler          | Team                 | Position       |
| ------ | ---------------- | -------------------- | -------------- |
| 1970   | Bruce Taylor     | San Francisco 49ers  | Defensive Back |
| 1971   | John Brockington | Green Bay Packers    | Runningback    |
| 1972   | Chester Marcol   | Green Bay Packers    | Kicker         |
| 1973   | Charle Young     | Philadelphia Eagles  | Tight End      |
| 1974   | John Hicks       | New York Giants      | Guard          |
| 1975   | Mike Thomas      | Washington Redskins  | Runningback    |
| 1976   | Sammy White      | Minnesota Vikings    | Wide Receiver  |
| 1977   | Tony Dorsett     | Dallas Cowboys       | Runningback    |
| 1978   | Al Baker         | Detroit Lions        | Defensive End  |
| 1979   | Ottis Anderson   | St. Louis Cardinals  | Runningback    |
| 1980   | Billy Sims       | Detroit Lions        | Runningback    |
| 1981   | George Rogers    | New Orleans Saints   | Runningback    |
| 1982   | Jim McMahon      | Chicago Bears        | Quarterback    |
| 1983   | Eric Dickerson   | Los Angeles Rams     | Runningback    |
| 1984   | Paul McFadden    | Philadelphia Eagles  | Kicker         |
| 1985   | Jerry Rice       | San Francisco 49ers  | Wide Receiver  |
| 1986   | Rueben Mayes     | New Orleans Saints   | Runningback    |
| 1987   | Rob Awalt        | St. Louis Cardinals  | Tight End      |
| 1988   | Keith Jackson    | Philadelphia Eagles  | Tight End      |
| 1989   | Barry Sanders    | Detroit Lions        | Runningback    |
| 1990   | Mark Carrier     | Chicago Bears        | Safety         |
| 1991   | Lawrence Dawsey  | Tampa Bay Buccaneers | Wide Receiver  |
| 1992   | Robert Jones     | Dallas Cowboys       | Linebacker     |
| 1993   | Jerome Bettis    | Los Angeles Rams     | Runningback    |
| 1994   | Bryant Young     | San Francisco 49ers  | Tackle         |
| 1995   | Rashaan Salaam   | Chicago Bears        | Runningback    |
| 1996   | Simeon Rice      | Arizona Cardinals    | Defensive End  |

### UPI AFL Rookies of the Year
| Saison | Spieler          | Team               | Position      |
| ------ | ---------------- | ------------------ | ------------- |
| 1960   | Abner Haynes     | Dallas Texans      | Halfback      |
| 1961   | Earl Faison      | San Diego Chargers | Defensive End |
| 1962   | Curtis McClinton | Dallas Texans      | Fullback      |
| 1963   | Billy Joe        | Denver Broncos     | Fullback      |
| 1964   | Matt Snell       | New York Jets      | Fullback      |
| 1965   | Joe Namath       | New York Jets      | Quarterback   |
| 1966   | Bobby Burnett    | Buffalo Bills      | Halfback      |
| 1967   | George Webster   | Houston Oilers     | Linebacker    |
| 1968   | Paul Robinson    | Cincinnati Bengals | Runningback   |
| 1969   | Greg Cook        | Cincinnati Bengals | Quarterback   |

### UPI AFC Rookies of the Year
| Saison | Spieler        | Team                 | Position         |
| ------ | -------------- | -------------------- | ---------------- |
| 1970   | Dennis Shaw    | Buffalo Bills        | Quarterback      |
| 1971   | Jim Plunkett   | New England Patriots | Quarterback      |
| 1972   | Franco Harris  | Pittsburgh Steelers  | Runningback      |
| 1973   | Boobie Clark   | Cincinnati Bengals   | Runningback      |
| 1974   | Don Woods      | San Diego Chargers   | Runningback      |
| 1975   | Robert Brazile | Houston Oilers       | Linebacker       |
| 1976   | Mike Haynes    | New England Patriots | Defensive Back   |
| 1977   | A.J. Duhe      | Miami Dolphins       | Defensive End    |
| 1978   | Earl Campbell  | Houston Oilers       | Runningback      |
| 1979   | Jerry Butler   | Buffalo Bills        | Wide Receiver    |
| 1980   | Joe Cribbs     | Buffalo Bills        | Runningback      |
| 1981   | Joe Delaney    | Kansas City Chiefs   | Runningback      |
| 1982   | Marcus Allen   | Los Angeles Raiders  | Runningback      |
| 1983   | Curt Warner    | Seattle Seahawks     | Runningback      |
| 1984   | Louis Lipps    | Pittsburgh Steelers  | Wide Receiver    |
| 1985   | Kevin Mack     | Cleveland Browns     | Runningback      |
| 1986   | Leslie O’Neal  | San Diego Chargers   | Defensive End    |
| 1987   | Shane Conlan   | Buffalo Bills        | Linebacker       |
| 1988   | John Stephens  | New England Patriots | Runningback      |
| 1989   | Derrick Thomas | Kansas City Chiefs   | Linebacker       |
| 1990   | Richmond Webb  | Miami Dolphins       | Offensive Tackle |
| 1991   | Mike Croel     | Denver Broncos       | Linebacker       |
| 1992   | Dale Carter    | Kansas City Chiefs   | Cornerback       |
| 1993   | Rick Mirer     | Seattle Seahawks     | Quarterback      |
| 1994   | Marshall Faulk | Indianapolis Colts   | Runningback      |
| 1995   | Curtis Martin  | New England Patriots | Runningback      |
| 1996   | Terry Glenn    | New England Patriots | Wide Receiver    |